# Wspólnota administracyjna Argental
Wspólnota administracyjna Argental – wspólnota administracyjna (niem. Verwaltungsgemeinschaft) w Niemczech, w kraju związkowym Bawaria, w rejencji Szwabia, w regionie Allgäu, w powiecie Lindau (Bodensee). Siedziba wspólnoty znajduje się w miejscowości Röthenbach (Allgäu). Do 28 lutego 2007 wspólnota nosiła nazwę Röthenbach (Allgäu).
Wspólnota administracyjna zrzesza cztery gminy wiejskie: 
- Gestratz, 1 224 mieszkańców, 15,24 km²
- Grünenbach, 1 429 mieszkańców, 25,12 km²
- Maierhöfen, 1 550 mieszkańców, 17,94 km²
- Röthenbach (Allgäu), 1 679 mieszkańców, 14,97 km²